# Atrachelus cinereus
Atrachelus cinereus är en insektsart som först beskrevs av Fabricius 1798.  Atrachelus cinereus ingår i släktet Atrachelus och familjen rovskinnbaggar.

## Underarter
Arten delas in i följande underarter:
- A. c. cinereus
- A. c. wygoszinskyi